# 美作土居駅
美作土居駅（みまさかどいえき）は、岡山県美作市土居にある、西日本旅客鉄道（JR西日本）姫新線の駅である。
当駅から津山方面は岡山支社管轄となる。隣の上月駅より姫路方面は兵庫支社が管轄しており、県境を跨ぐ万ノ峠トンネル姫路方出入口付近に境界標が立っている。しかし、津山方面から来る大半の列車は上月駅から1駅先の佐用駅まで運行される。

## 歴史
- 1936年（昭和11年）
  - 4月8日：鉄道省姫津線（現・姫新線）佐用駅 - 美作江見駅間延伸時に開設[1]。
    - 当時の所在地表示は岡山県英田郡土居村土居であった[1]。

  - 10月10日：姫津線が姫新線の一部となり、当駅もその所属となる。
- 1963年（昭和38年）4月1日：貨物取扱廃止[1]。
- 1984年（昭和59年）
  - 2月1日：荷物扱い廃止[1]。
  - 3月31日：簡易委託駅化[2]。
- 1987年（昭和62年）4月1日：国鉄分割民営化に伴い、JR西日本の駅となる[1]。
- 2009年（平成21年）
  - 8月10日：台風9号被害に伴い、当駅前後の区間が不通となり営業休止。8月12日よりバス代行開始[3]。
  - 10月5日：佐用駅 - 当駅 - 美作江見駅間運転再開に伴い、営業再開[4]。

## 駅構造

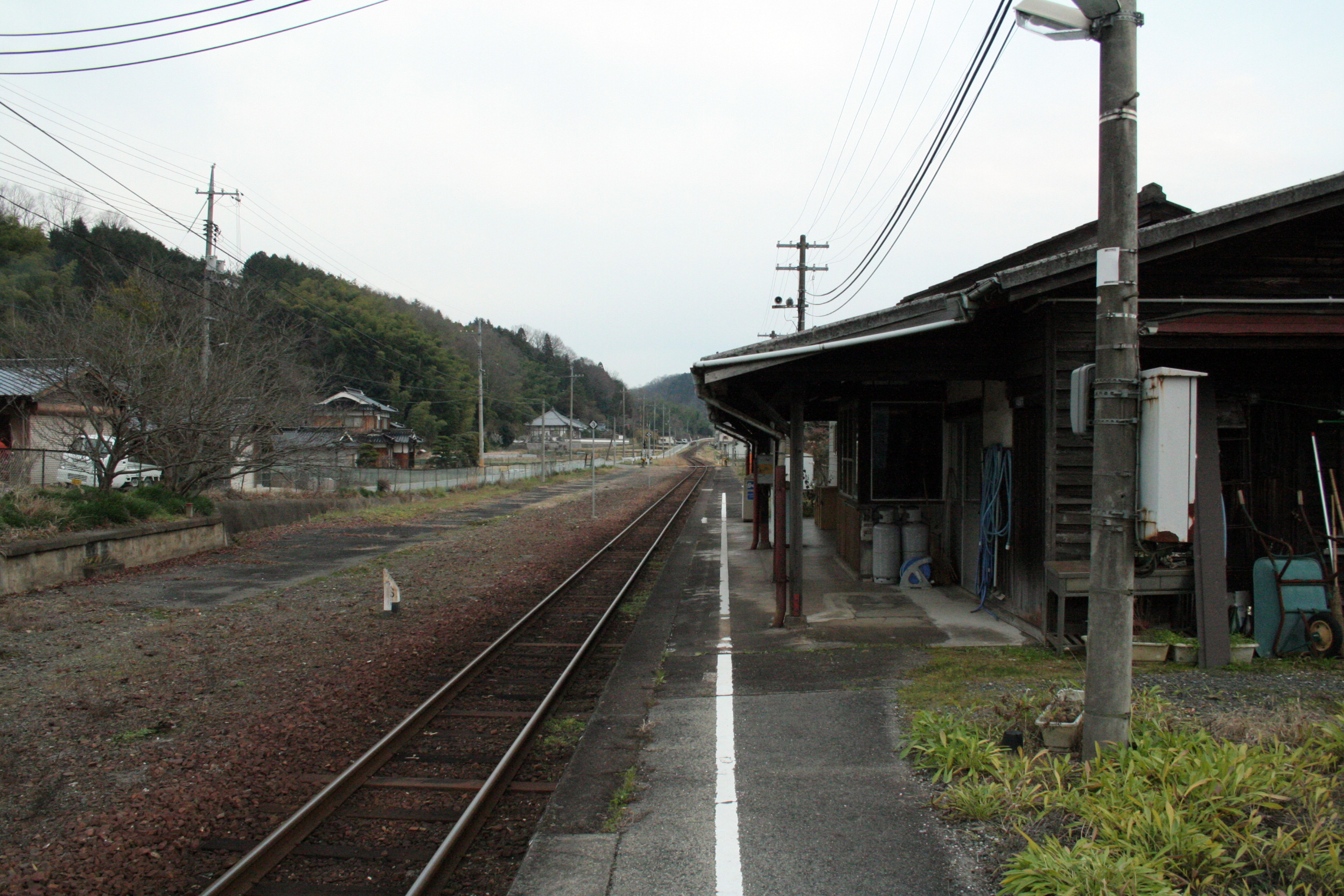
構内（2008年12月）

津山方面に向かって左側に単式ホーム1面1線を有する地上駅（停留所）。木造駅舎を備える。棒線駅のため、津山方面行・佐用方面行双方が同一ホームに発着する。以前は交換設備を備えていた。反対側には廃止されたホーム跡が残っている。
津山駅管理の簡易委託駅。窓口で乗車券を販売している。
駅東側には、以前の鉄道官舎が、2軒続きの長屋1棟・一戸建て2棟の計3棟残っている。

## 利用状況
近年の1日平均乗車人員の推移は以下の通り。
| 乗車人員推移 | 乗車人員推移 |
| 年度         | 1日平均人数  |
| ------------ | ------------ |
| 1999         | 70           |
| 2000         | 54           |
| 2001         | 41           |
| 2002         | 43           |
| 2003         | 35           |
| 2004         | 33           |
| 2005         | 40           |
| 2006         | 37           |
| 2007         | 43           |
| 2008         | 40           |
| 2009         | 44           |
| 2010         | 39           |
| 2011         | 42           |
| 2012         | 37           |
| 2013         | 38           |
| 2014         | 30           |
| 2015         | 32           |
| 2016         | 34           |
| 2017         | 32           |
| 2018         | 28           |
| 2019         | 21           |
| 2020         | 19           |
| 2021         | 18           |

## 駅周辺
- 土居郵便局
- 国道179号
- 岡山県道46号和気笹目作東線
- 岡山県道401号美作土居停車場線

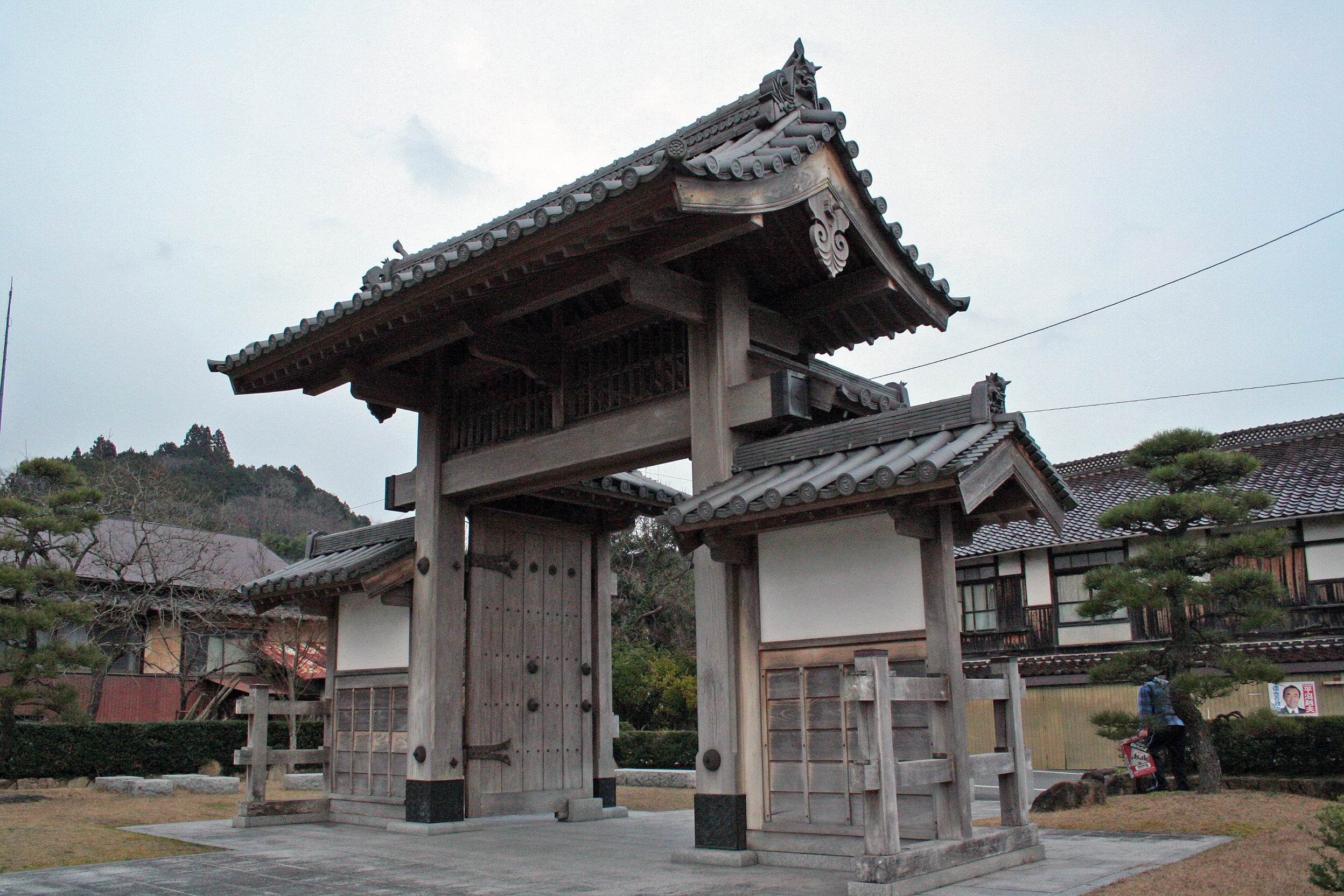
旧出雲街道土居宿西門。宿場町両端に惣門を備えていたのは全国的にも稀であるとして西門のみ復元された。駅より徒歩1分

- 出雲街道土居宿西惣門：慶長年間に江戸幕府により設置された出雲街道美作七駅（土居・勝間田・坪井・久世・勝山・美甘・新庄宿）の1つ土居宿の両端に播磨との国境警備のために造られた惣門のうちの西端の門。明治時代に解体されたが、平成13年に復元された[6]。
- 美作市立土居小学校

## 隣の駅
西日本旅客鉄道（JR西日本）
 姫新線
■快速
通過
■普通
上月駅 - 美作土居駅 - 美作江見駅